# デンマーク時間
デンマークではフェロー諸島やグリーンランドを含めて6の標準時が使用されている。

## 地域別の時間帯
|  | UTC-4 |
|  | UTC-3 |
|  | UTC-1 |
|  | UTC±0 |
|  | UTC+1 |

### 中央ヨーロッパ時間
標準時:UTC+1、夏時間:UTC+2
- デンマーク本土

### 西ヨーロッパ時間
標準時:UTC+0、夏時間:UTC+1
- フェロー諸島

### グリニッジ標準時
標準時:UTC+0、夏時間なし
- デンマークシャウン（英語版）

### 東グリーンランド時間
標準時:UTC-1、夏時間:UTC+0
- イトコルトルミット

### 西グリーンランド時間
標準時:UTC-3、夏時間:UTC-2
- ヌーク

### 大西洋標準時
標準時:UTC-4、夏時間:UTC-3
- チューレ空軍基地

## 夏時間
チューレ空軍基地を除いて3月の最終日曜日の午前1時から10月の最後日曜日の午前0時（時刻はUTC）の期間で行われる。

## IANA time zone database
tz databaseにおいて、デンマークの標準時はzone.tabにEurope/Copenhagenとして含まれている。これは、ISO 3166-1 alpha-2の国コード "DK"を持つ領域を指す。また、フェロー諸島とグリーンランドについてもいくつかのエントリーがある。
| 国コード | 座標        | TZ                   | 注釈                             | 協定世界時との差 | 夏時間 | 備考 |
| -------- | ----------- | -------------------- | -------------------------------- | ---------------- | ------ | ---- |
| DK       | +5540+01235 | Europe/Copenhagen    |                                  | +01:00           | +02:00 |      |
| GL       | +7646−01840 | America/Danmarkshavn | 国立公園（東岸）                 | +00:00           | +00:00 |      |
| GL       | +6411−05144 | America/Nuuk         | グリーンランド（ほとんどの地域） | −03:00           | −02:00 |      |
| GL       | +7029−02158 | America/Scoresbysund | イトコルトルミット               | −01:00           | +00:00 |      |
| GL       | +7634−06847 | America/Thule        | チューレ、en:Pituffik            | −04:00           | −03:00 |      |
| FO       | +6201−00646 | Atlantic/Faroe       |                                  | +00:00           | +01:00 |      |